# Čiaki Mukaiová
Čiaki Mukaiová (nepřechýleně Mukai; japonsky 向井 千秋, Mukai Čiaki, * 6. května 1952 Tatebajaši), původně lékařka, je od roku 1985 kosmonautka japonské kosmické agentury JAXA. Uskutečnila dva krátkodobé kosmické lety, STS-65 roku 1994 a STS-95 roku 1998. Od roku 2012 je v JAXA ředitelkou Centra pro aplikované kosmické lékařství a výzkum člověka.

## Život
Čiaki Mukaiová, rozená Naitóová (内藤, Naitó), studovala medicínu na Lékařské škole univerzity Keio (Keio University School of Medicine) v Tokiu, školu úspěšně dokončila roku 1977. V letech 1977–1984 pracovala na chirurgických odděleních různých nemocnic, poté se stala odbornou asistentkou katedry kardiochirurgie univerzity Keio.
Přihlásila se do prvního náboru astronautů japonské kosmické agentury NASDA a 20. června 1985 byla vybrána mezi trojici astronautů oddílu NASDA. Podle dohody NASDA a NASA se jeden z astronautů, Mamoru Móri, měl roku 1988 účastnit jedné z misí amerického raketoplánu Space Shuttle. Takao Doi a Čiaki Naitóová byli jeho náhradníci. Po zkáze raketoplánu Challenger v lednu 1986 byl však let odložen.
V letech 1987–1988 pracovala v oddělení kardiovaskulární fyziologie Výzkumného institutu kosmického lékařství (Division of Cardiovascular Physiology, Space Biomedical Research Institute) Johnsonova vesmírného střediska NASA v Houstonu. Na univerzitě Keio obhájila roku 1988 doktorskou práci, o rok později ji Japonská chirurgická společnost přiznala kvalifikaci kardiochiruržky.
V dubnu 1990 japonští astronauti obnovili přípravu k letu v Johnsonově středisku v Houstonu. Móri byl začleněn do posádky mise, Takao Doi a Čiaki Mukaiová se opět stali jeho náhradníky. Móriho let proběhl v září 1992.
V říjnu 1992 byla určena do posádky letu STS-65. Do vesmíru vzlétla v raketoplánu Columbia. Mise trvala od 8. do 23. července 1994. Astronauti se soustředili na experimenty v mezinárodní laboratoři pro mikrogravitaci IML-2 (International Microgravity Laboratory). Současně od roku 1992 pracovala jako výzkumná instruktorka v Baylor College v Houstonu a v letech 1992–1998 jako hostující profesorka na Lékařské škole univerzity Keio (Keio University school of Medicine).
V dubnu 1996 byla jmenována členkou posádky mise STS-95. Let raketoplánu Discovery proběhl ve dnech 29. října až 7. listopadu 1998. Astronauti prováděli experimenty v modulu Spacehab, vypustili a znovu zachytili sluneční observatoř Spartan 201, testovali přístroje pro Hubbleův vesmírný dalekohled.
V letech 2004–2007 byla hostujícím profesorem na International Space University (ISU) ve Štrasburku. Poté zastávala funkci ředitelky Kanceláře kosmického lékařského výzkumu (Space Biomedical Research Office) v japonské kosmické agentuře JAXA. Od dubna 2011 byla starší poradkyní výkonného ředitele JAXA, v červenci 2012 přešla v JAXA na místo ředitelky Centra pro aplikované kosmické lékařství a výzkum člověka (Center for Applied Space Medicine and Human Research, J-CASMHR).
Čiaki Mukaiová je vdaná, bezdětná.